# Saarauís
Os saarauís, sarauís, saarauis, sarauis, sarauitas ou sarauítas (em árabe: صحراويون; romaniz.: ṣaḥrāwīyūn) são um grupo étnico autóctone do Saara Ocidental. As diversas formas do gentílico em português vêm do árabe لصحراويون‎ (romaniz.: al-ṣaḥrāwī ou al-ṣaḥrāwi), que significa "povo do deserto" ("ou povo do Saara").
Oficialmente, o Saara Ocidental é um território não governado e, embora de jure esteja sob a custódia da Organização das Nações Unidas, está ocupado militarmente por Marrocos na sua quase totalidade desde 1976, quando a antiga potência colonial, Espanha, ao se retirar, cedeu o território a Marrocos e à Mauritânia. A maioria dos saarauís habita na parte do Saara ocupado por Marrocos e nos campos de refugiados em Tindouf, na Argélia. Os restantes encontram-se disperso pelo mundo, principalmente na Espanha, França, Mauritânia e Mali. Os saarauís falam maioritariamente hassani, uma forma dialetal derivada do árabe clássico.
O território tem fronteiras terrestres com Marrocos, Argélia e Mauritânia, sendo banhado a oeste pelo oceano Atlântico. Na região encontra-se uma das maiores reservas mundiais de fosfatos, cuja extração é controlada pela empresa estatal marroquina Grupo OCP (antes chamada Office Chérifien des Phosphates), controlada por Mohammed VI, rei de Marrocos. Além disso, a região conta com  reservas de minério de ferro e especula-se sobre a existência de reservas de  petróleo e gás natural. Sua costa é particularmente rica em recursos pesqueiros.
Estima-se que a população saarauí esteja em torno de 250 000 pessoas (em 1974 seriam cerca de 70 000), das quais aproximadamente 175 000 vivem, desde 1975,  nos campos de refugiados de Tindouf, onde formaram a República Árabe Saaraui Democrática (RASD, também conhecida como  República Sarauí), estando divididos em quatro vilaietes (províncias) que são a base da Frente Polisário. São assistidos pela ONU, por meio do Programa Alimentar Mundial, dada a escassez de água e alimentos, na região.

## História
De 1884 são os primeiros registros da colonização espanhola no Saara Ocidental, entre a então região de Tarfaya (atual sul do território de Marrocos) e a então Villa Cisneros (atual cidade de Dakhla), ao sul do Saara, situação que seguiu até o ano de 1976. Durante este período colonial houve revoltas de tribos locais contra a metrópole, muitas sem sucesso. Em 1898, o povo saarauí iniciou uma resistência contra os espanhóis na cidade de Smara, a qual foi abafada em 1912 com apoio francês. Mas a paz ainda não estava plena, então na década de 1930 a Espanha e a França conduziram operações militares combinadas, com a finalidade de conter as manifestação. Em 1956, ocorreu outra revolta contra Espanha por tribos locais, porém mais uma vez, com apoio francês em uma ação militar combinada, denominada Operação Écouvillon, para debelar as iniciativas contrárias à dominação europeia.
Em 1934, as fronteiras do Saara Ocidental foram confirmadas pela Espanha e França, mas a partir de 1956 o Marrocos reivindicou o território, culminando em enfrentamento (impasse que dura até hoje). A partir de 1965, ocorreram iniciativas de descolonização planejadas pela Organização das Nações Unidas, declararando o Saara Ocidental um território não-governado, em virtude de ainda ser uma colônia espanhola e com base na resolução 1514, todas as pessoas teriam o direito à autodeterminação, o que deveria ser exercido por meio de um referendo. Na ocasião, o Rei Hassan II do Marrocos clamou à ONU a anexação da parte norte do território e a Mauritânia, a parte sul.
Paralelamente, movimentos saarauis começaram a se organizar em prol da independência e da criação do Estado-Nacional Saara Ocidental. O primeiro, denominado Harakat Tahrir, surgiu em  1967 e foi dizimado um ano depois. Em 1973, surgiu um novo movimento, mais consistente, com uma atuação política e militar bem definida: a Frente para a Liberação de Saguia-el-Hamra e Río de Oro, ou Frente Polisário.
Em 1974, a Espanha estava pronta para realizar o referendo e organizou um recenseamento da população no território, como medida preliminar à realização da proposta da  ONU, solicitando à Corte Internacional de Justiça parecer sobre o estado do Saara Ocidental. A Corte considerou que nem Marrocos, nem a Mauritânia poderiam estabelecer qualquer vínculo de soberania com o  território. A decisão da Corte estimulou uma reação de Marrocos, que  anunciou uma marcha “pacífica” de 350 mil marroquinos, em direção ao Saara Ocidental. O episódio, ocorrido  em 1974, ficou conhecido como Marcha Verde e contou com o apoio do Exército Real Marroquino, iniciando-se assim o conflito com a Frente Polisário. Após a assinatura do Acordo de Madrid, em novembro de 1975, estabeleceu-se uma administração temporária, constituída por Espanha, Marrocos e Mauritânia, sendo que, conforme o acordo, a Espanha cedia dois terços do território a Marrocos (a norte) e um terço à Mauritânia (a sul). O acordo foi considerado inválido pela ONU, pois foi feito sem uma ampla consulta à população.
Em 1976, a Frente Polisário passou a combater as forças armadas do Marrocos e da Mauritânia. O conflito provocou um grande êxodo de refugiados para Tindouf. Em fevereiro de 1976, a presença colonial espanhola chegou ao fim. A Djemma, uma assembleia consultiva de líderes tribais subsaarianos, criada pela Espanha, votou pela integração do Saara Ocidental ao Marrocos e à Mauritânia. No entanto, dias depois, um grupo formado por ex-membros da Djemma e outros xeiques pró-Polisário proclamaram a República Árabe Saaraui Democrática (RASD), juntamente com os líderes da Frente Polisário, nomeados para o seu governo.